# Harpswell (Maine)

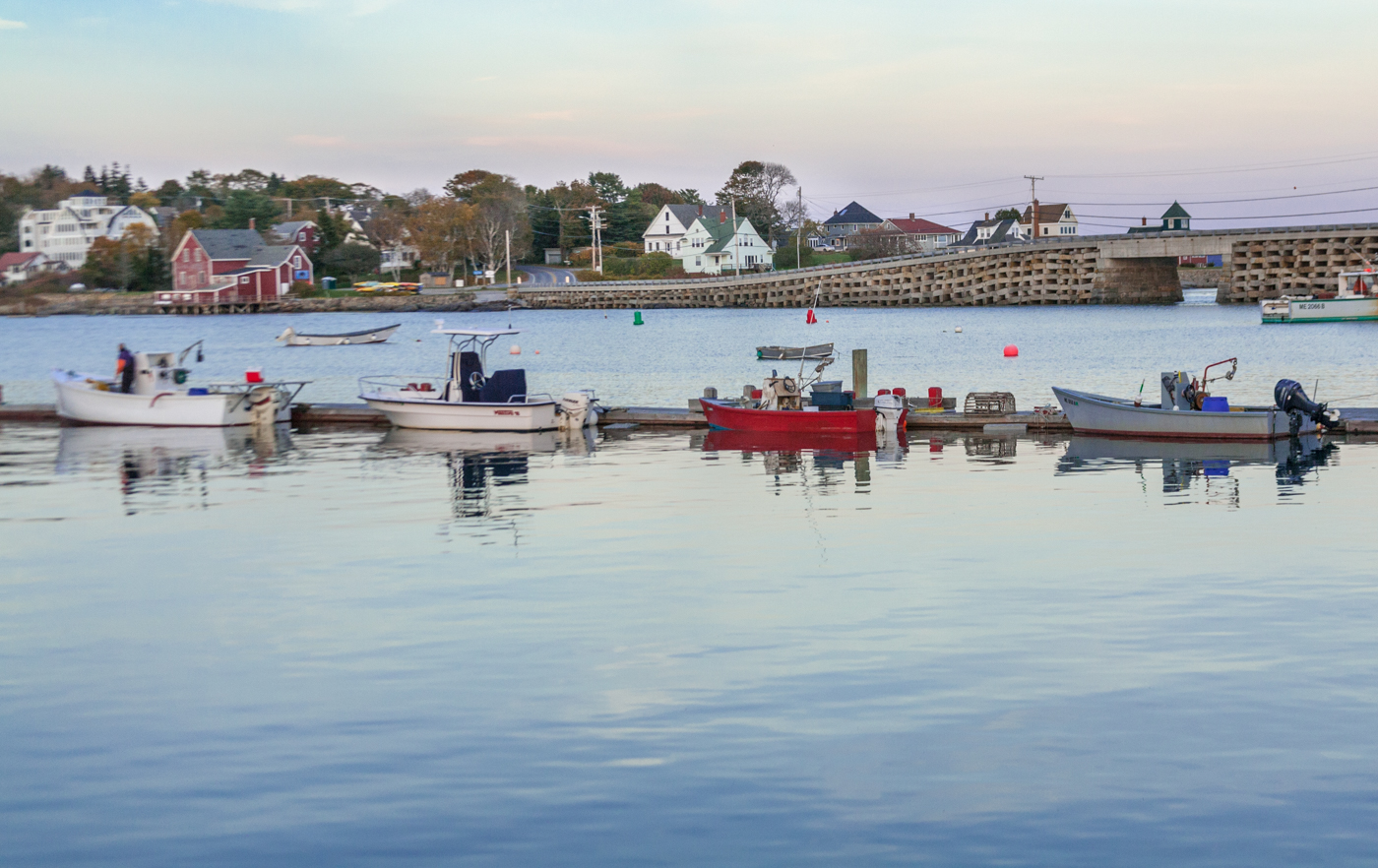
Bailey Island Bridge, inscripto en el Registro Nacional de Lugares Históricos

Harpswell es un municipio (en inglés, town) del condado de Cumberland, Maine, Estados Unidos. Según el censo de 2020, tiene una población de 5031 habitantes.
El municipio se compone de una superficie de tierra contigua al resto del condado de Cumberland, llamada Harpswell Neck; tres grandes islas conectadas por puentes (Sebascodegan Island, conocida localmente como Great Island; Orr's Island, y Bailey Island), así como más de 200 islas pequeñas. 

## Geografía
Está ubicado en las coordenadas 43°44′1″N 69°58′17″O / 43.73361, -69.97139. Según la Oficina del Censo de los Estados Unidos, Harpswell tiene una superficie total de 330.73 km², de la cual 62.43 km² corresponden a tierra firme y 268.30 km² es agua.

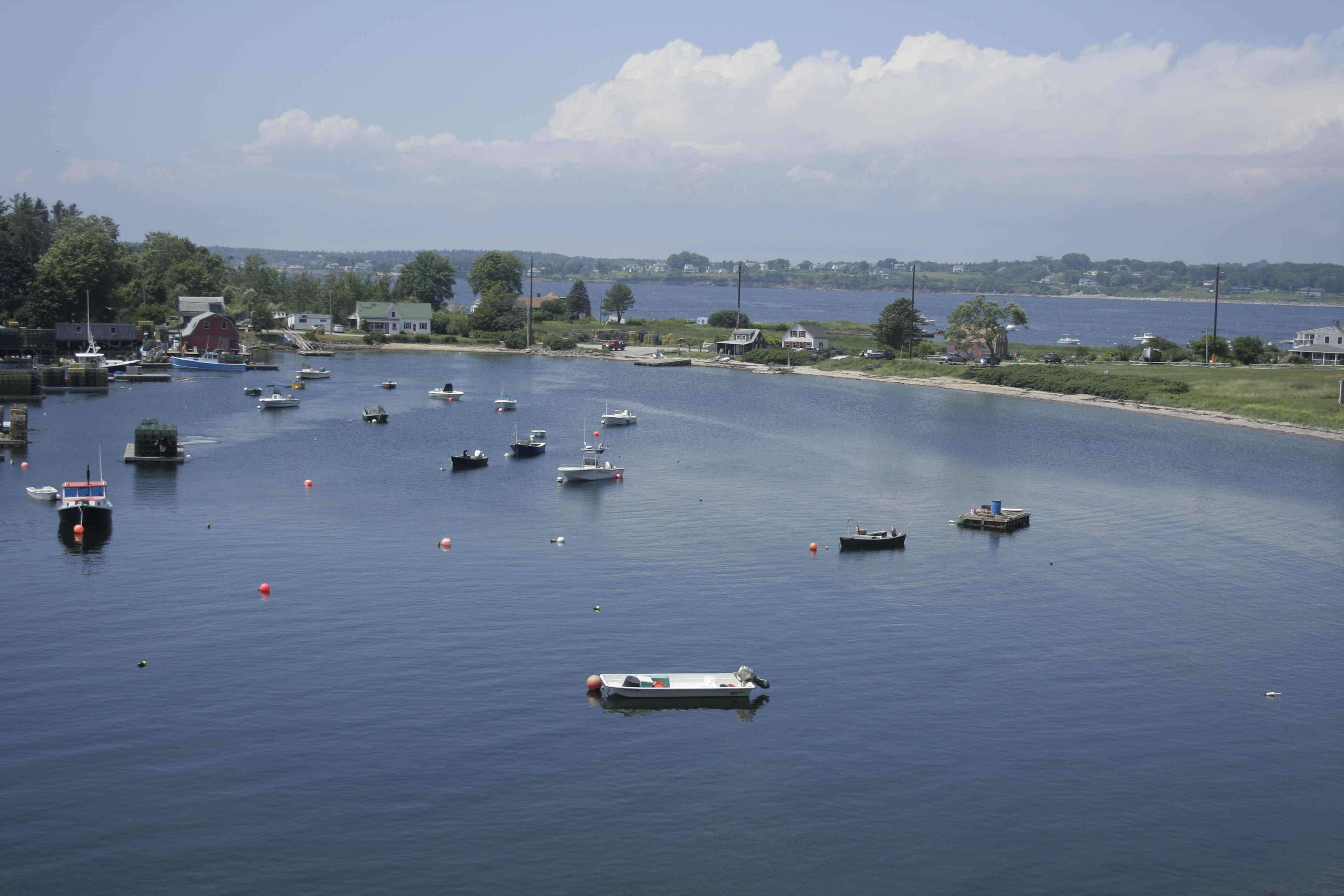
Mackerel Cove

## Demografía
Según el censo de 2020, hay 5031 personas residiendo en Harpswell. La densidad de población es de 80.6 hab./km². El 94.6% de los habitantes son blancos, el 0.3% son afroamericanos, el 0.3% son amerindios, el 0.7% son asiáticos, el 0.4% son de otras razas y el 3.7% son de una mezcla de razas. Del total de la población, el 1.7% son hispanos o latinos de cualquier raza.

## Gobierno
El municipio está gobernado por una Junta (Board of Selectmen) integrada por tres miembros.